# Ben Ford (squash)
Pour les articles homonymes, voir Ford (homonymie).
Ben Ford, né le 17 juin 1975 à Londres, est un joueur professionnel de squash représentant l'Angleterre. Il atteint le 82e rang mondial en juin 2009, son meilleur classement.

## Biographie
Il se qualifie par deux fois dans le tableau final des championnats du monde, échouant à chaque fois au premier tour, face à James Willstrop en 2008 et Tarek Momen en 2009. Par la suite, il devient un entraîneur réputé s'occupant notamment de Richie Fallows, Rui Soares et Georgina Kennedy.